# Almonacid de la Cuba (kommun)
Almonacid de la Cuba är en kommun i Spanien.   Den ligger i provinsen Provincia de Zaragoza och regionen Aragonien, i den nordöstra delen av landet, 260 km öster om huvudstaden Madrid. Antalet invånare är 252.